# Geranium campanulatum
Geranium campanulatum är en näveväxtart som beskrevs av Paray. Geranium campanulatum ingår i släktet nävor, och familjen näveväxter. Inga underarter finns listade i Catalogue of Life.